# 角田房子
角田 房子（つのだ ふさこ、女性、1914年（大正3年）12月5日 - 2010年（平成22年）1月1日）は、日本のノンフィクション作家、日本ペンクラブ名誉会員。本名は角田フサ（つのだ ふさ）、旧姓・中村。

## 来歴・人物
東京府生まれ。福岡女学校（現 福岡女学院中学校・高等学校）専攻科卒業後、ソルボンヌ大学へ留学。第二次世界大戦勃発により、ソルボンヌ大学を中退して帰国。戦後、新聞記者の夫の転勤に伴って再度渡仏した。1960年代より執筆活動を開始。精力的な取材と綿密な検証に基づき、日本の近現代史にまつわるノンフィクションを数多く手掛けた。とくに、明治以降の激動の時代を生きた日本人を主な対象に、圧倒的な量の取材と検証に基づいて、歴史の中でのその生きざまを取り上げたノンフィクションが多い。
夫は、毎日新聞の社会部長を務めたこともある角田明。
2010年（平成22年）1月1日、角田が死去していたことが同年3月12日に公表された。95歳没。

## 受賞歴
- 1961年（昭和36年） 文藝春秋読者賞受賞（『東独のヒルダ』）[2]
- 1964年（昭和39年） 婦人公論読者賞受賞（『風の鳴る国境』）[2]
- 1985年（昭和60年） 新田次郎文学賞受賞（『責任 ラバウルの将軍今村均』）[2]
- 1988年（昭和63年） 新潮学芸賞受賞（『閔妃暗殺』）[2]
- 1995年（平成7年） 東京都文化賞受賞[2]

## 著書

### 単著
- 『見たこと考えたこと・ヨーロッパからわが子へ』毎日新聞社、1960年。
- 『さまよう愛国心』文芸春秋新社、1961年。
- 『東独のヒルダ』文芸春秋新社〈ポケット文春〉、1963年。 - 1961年 文藝春秋読者賞受賞。
- 『遠い愛の道』講談社、1963年。
- 『ダビデの星　パスポート四万キロ』毎日新聞社、1964年。
- 『風の鳴る国境』中央公論社、1965年。 - 1964年 婦人公論読者賞受賞。
  - 『風の鳴る国境』中央公論社〈中公文庫〉、1977年5月。
- 『アマゾンの歌　日本人の記録』毎日新聞社〈毎日ノンフィクション・シリーズ 10〉、1966年。
  - 『アマゾンの歌　日本人の記録』中央公論社〈中公文庫〉、1976年。
- 『ブラジルの日系人　新天地に生きる血と汗の記録』潮出版社〈潮新書〉、1967年。
- 『墓標なき八万の死者　満蒙開拓団の壊滅』番町書房、1967年。
  - 『秘録墓標なき八万の死者　満蒙開拓団の壊滅』番町書房、1972年。
  - 『墓標なき八万の死者　満蒙開拓団の壊滅』中央公論社〈中公文庫〉、1976年。
- 『海外の猛烈日本人　世界に挑戦した5人の記録』ぺりかん社〈ぺりかん・ペーパー・バックス〉、1969年。
- 『雪椿の生涯　満州武装移民の妻』家の光協会、1970年。
  - 『雪椿の生涯　満州移民の妻』徳間書店、1981年8月。
  - 『満州武装移民の妻　雪椿の生涯』徳間書店〈徳間文庫〉、1985年8月。ISBN 4-19-597914-5。
- 『いっさい夢にござ候　本間雅晴中将伝』中央公論社、1972年。
  - 『いっさい夢にござ候　本間雅晴中将伝』中央公論社〈中公文庫〉、1975年。
  - 『いっさい夢にござ候　本間雅晴中将伝』中央公論新社〈中公文庫〉、2015年。ISBN 978-4-1220-6115-6。 - 改版。
- 『われら脱国境人　異郷に生きる日本の血』日本交通公社〈ベルブックス〉、1973年。
- 『甘粕大尉』中央公論社、1975年。
  - 『甘粕大尉』中央公論社〈中公文庫〉、1979年5月。
  - 『甘粕大尉』（増補改訂）筑摩書房〈ちくま文庫〉、2005年2月。ISBN 4-480-42039-8。
  - 『甘粕大尉』（増補改訂）朝日新聞出版〈朝日文庫〉、2025年4月。ISBN 978-4-0226-2111-5。
- 『約束の大地』新潮社、1977年2月。
- 『碧素・日本ペニシリン物語』新潮社、1978年7月。
  - 『碧素・日本ペニシリン物語』内藤記念くすり博物館、1994年7月。
- 角田房子述『アマゾンの歌・取材の思い出』日本ブラジル中央協会〈資料 第40号〉、1979年10月。
- 『一死、大罪を謝す　陸軍大臣阿南惟幾』新潮社、1980年8月。
  - 『一死、大罪を謝す　陸軍大臣阿南惟幾』新潮社〈新潮文庫〉、1983年7月。ISBN 4-10-130801-2。
  - 『一死、大罪を謝す　陸軍大臣阿南惟幾』PHP研究所〈PHP文庫〉、2004年8月。ISBN 4-569-66235-8。
  - 『一死、大罪を謝す　陸軍大臣阿南惟幾』筑摩書房〈ちくま文庫〉、2015年2月。ISBN 4-480-43252-3。
- 『ミチコ・タナカ　男たちへの讃歌』新潮社、1982年3月。
  - 『ミチコ・タナカ　男たちへの讃歌』新潮社〈新潮文庫〉、1985年2月。ISBN 4-10-130802-0。
- 『責任　ラバウルの将軍今村均』新潮社、1984年5月。ISBN 4-10-340902-9。 - 1985年 新田次郎文学賞受賞。
  - 『責任　ラバウルの将軍今村均』新潮社〈新潮文庫〉、1987年7月。ISBN 4-10-130803-9。
  - 『責任　ラバウルの将軍今村均』筑摩書房〈ちくま文庫〉、2006年2月。ISBN 4-480-42151-3。
- 『宮坂国人伝』南米銀行、1985年10月。
- 『閔妃暗殺　朝鮮王朝末期の国母』新潮社、1988年1月。ISBN 4-10-325806-3。 - 1988年 新潮学芸賞受賞。
  - 『閔妃暗殺　朝鮮王朝末期の国母』佐藤みどり (手製)、1989年。 - 点字資料。
  - 『閔妃暗殺　朝鮮王朝末期の国母』新潮社〈新潮文庫〉、1993年7月。ISBN 4-10-130804-7。
  - 『閔妃暗殺　朝鮮王朝末期の国母』筑摩書房〈ちくま学芸文庫〉、2024年8月。ISBN 978-4-4805-1256-7。
- 『味に想う』日本経済新聞社、1988年4月。ISBN 4-532-09461-5。
  - 『味に想う』中央公論社〈中公文庫〉、1993年1月。ISBN 4-12-201966-4。
- 『わが祖国　禹博士の運命の種』新潮社、1990年12月。ISBN 4-10-325807-1。
  - 『わが祖国　禹博士の運命の種』新潮社〈新潮文庫〉、1994年8月。ISBN 4-10-130805-5。
- 『悲しみの島サハリン　戦後責任の背景』新潮社、1994年3月。ISBN 4-10-325808-X。
  - 『悲しみの島サハリン　戦後責任の背景』新潮社〈新潮文庫〉、1997年3月。ISBN 4-10-130806-3。

### 短編
- 「日本の社会，日本人」『都市銀行研修会講義集 第8回』東京銀行協会、1961-1966年。
- 臼井吉見 編「さまよう愛国心」『世界の中の日本人』筑摩書房〈現代の教養 第15〉、1966年。
- 臼井吉見 編「中近東の女たち」『新・世界地理』筑摩書房〈現代の教養 第12〉、1967年。
- 「津田梅子」『教育・文学への黎明』円地文子監修、集英社〈人物日本の女性史 第12巻〉、1978年2月。
- 「柳原白蓮」『体制に反逆する』粕谷一希編・解説、講談社〈言論は日本を動かす 第6巻〉、1986年2月。ISBN 4-06-188946-X。
- 「一死、大罪を謝す」『戦死と自死と』柳田邦男責任編集、文藝春秋〈同時代ノンフィクション選集 第7巻〉、1993年5月。ISBN 4-16-511270-4。
- 鈴木俊一「コミュニティを育てよう」『対談・インタヴュ』立田清士編、良書普及会〈鈴木俊一著作集 第6巻〉、2001年11月。ISBN 4-656-21116-8。聞き手
- 保阪正康、半藤一利・伊藤桂一・戸部良一・角田房子・秦郁彦・森史朗・辺見じゅん・福田和也・牛村圭・松本健一・原武史・渡辺恒雄「帝国陸軍軍人の品格を問う」『昭和の戦争　保阪正康対論集』朝日新聞社、2007年4月。ISBN 978-4-02-250274-2。
  - 保阪正康、半藤一利・伊藤桂一・戸部良一・角田房子・秦郁彦・森史朗・辺見じゅん・福田和也・牛村圭・松本健一・原武史・渡辺恒雄「帝国陸軍軍人の品格を問う」『昭和の戦争　保阪正康対論集』朝日新聞出版〈朝日文庫 ほ4-10〉、2009年7月。ISBN 978-4-02-261634-0。

### 翻訳
- アンヌ・フィリップ『ためいきのとき』角田房子訳、鹿島研究所出版会、1964年。
  - アンヌ・フィリップ『ためいきのとき　若き夫ジェラール・フィリップの死』平凡社、1983年9月。
  - アンヌ・フィリップ『ためいきのとき　若き夫ジェラール・フィリップの死』筑摩書房〈ちくま文庫〉、1996年12月。